# Retort

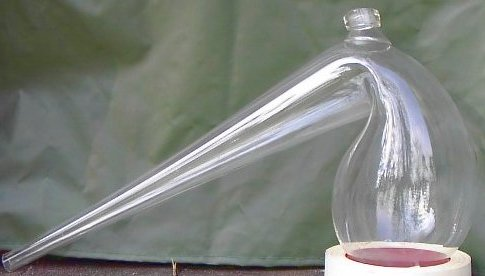
Modern retort.

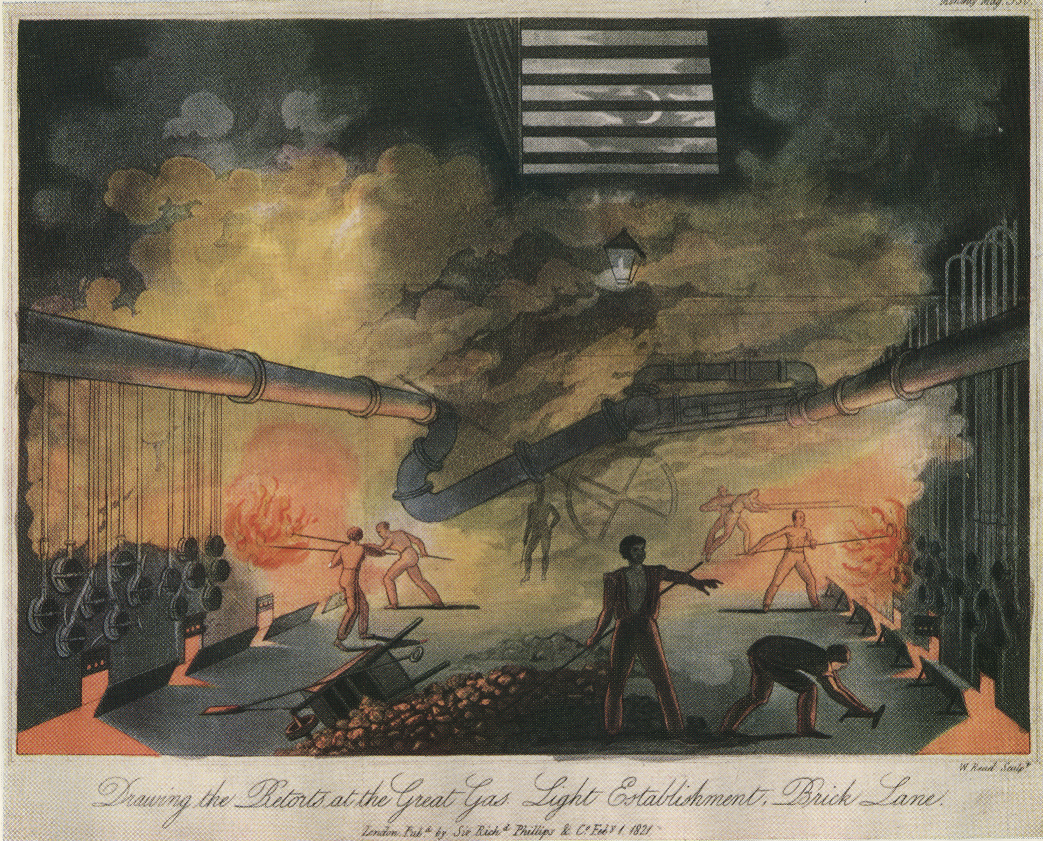
Retortovens in een vroeg-19e-eeuwse gasfabriek in Londen, Engeland

Een retort was een in de alchemie en de vroege scheikunde gebruikt glazen vat, bestaande uit een bolronde kolf met een lange tuit, die meer dan 90 graden omgebogen was en naar een lager gelegen monding liep. 
Het retort werd gebruikt voor destillatie: in de tuit condenserende damp liep naar de monding het vat uit. Tegenwoordig wordt dit instrument niet meer gebruikt in laboratoria.
Retorten worden ook in de industrie gebruikt in de vorm van retortenovens. Hierbij is het retort een schuin aflopende buis die van buitenaf verwarmd wordt. Het te bewerken materiaal bevindt zich in de retort. Retortenovens kunnen gebruikt worden voor droge destillatie of voor het uitsmelten van bepaalde componenten. In sommige processen werden nogal veel retorten gebruikt, zo bevond zich in Budel-Dorplein een aparte retortenfabriek voor de ovens van de aldaar gevestigde zink-industrie.
Retortovens vonden ook algemeen toepassing in gasfabrieken voor destillatie van steenkoolgas uit steenkool. Ze worden nog steeds gebruikt bij de productie van cokes en voor het branden van houtskool.